# Ashaiman
Ashaiman là một thành phố Ghana. Thành phố thuộc vùng Đại Accra Ghana. Dân số ước tính năm 2007 là 228.509 người. Đây là thành phố lớn thứ 5 Ghana, sau thủ đô Accra, Kumasi, Tamale, Sekondi-Takoradi.